# Lissonota ulbrichtii
Lissonota ulbrichtii är en stekelart som först beskrevs av Ulbricht 1909.  Lissonota ulbrichtii ingår i släktet Lissonota och familjen brokparasitsteklar. Inga underarter finns listade i Catalogue of Life.